# ادگار ونتسل
ادگار ونتسل (انگلیسی: Edgar Wenzel؛ ۱۲ سپتامبر ۱۹۱۹ – فوریه ۱۹۸۰) بازیگر اهل کشور آلمان بود.